# 嘉手苅睦
嘉手苅 睦（かでかる ちかし、1976年 - ）は、日本の男性アニメーター、キャラクターデザイナー。沖縄県出身。
代々木アニメーション学院を卒業後、サンライズを経て現在はフリーで活動中。2004年頃から2009年にかけてはufotableでの仕事が多かった。なお、珍しい苗字のせいか以前は表記間違いをされる事が多かったようだが、活躍するにつれてそのようなことは少なくなった模様（嘉手刈 睦、嘉手 苅睦、嘉手苅 陸など）。カデカルムツミ表記のときもある。
2019年には郷里沖縄の那覇市で開催された沖縄デジタル映像祭（沖縄情報通信懇談会と総務省沖縄総合通信事務所による共催）にゲスト講師として招かれ講演した。

## 主な参加作品

### テレビアニメ
1998年
- ガサラキ（-1999年、動画）

1999年
- THE ビッグオー（動画）
- 無限のリヴァイアス（-2000年、動画・原画）

2000年
- アルジェントソーマ（-2001年、原画）

2001年
- スクライド（原画）
- シスター・プリンセス（原画）
- チャンス〜トライアングルセッション〜（原画）
- カスミン（-2003年、原画）

2002年
- 機動戦士ガンダムSEED（原画）
- PROJECT ARMS（原画）
- あずまんが大王（原画）
- ちょびっツ（原画）
- 奇鋼仙女ロウラン（原画）
- 炎の蜃気楼（原画）
- 東京ミュウミュウ（-2003年、原画）

2003年
- シスター・プリンセス RePure（原画・OP原画）
- MOUSE（OP原画）
- 朝霧の巫女（原画）
- ガンパレード・マーチ 〜新たなる行軍歌〜（原画）
- キディグレイド（原画）
- カレイドスター（作画監督）

2004年
- PEACE MAKER鐵（作画監督・原画・OPED原画）
- ニニンがシノブ伝（作画監督・原画）
- W〜ウィッシュ〜（OP原画）
- 学園アリス（-2005年、OP原画）

2005年
- うた∽かた（原画）
- ゾイドジェネシス（原画）
- 舞HiME（原画）
- D.C.S.S. 〜ダ・カーポ セカンドシーズン〜（OP原画）
- フタコイ オルタナティブ（絵コンテ・演出・作画監督・作画監督協力・原画）
- Canvas2 〜虹色のスケッチ〜（-2006年、OP原画）

2006年
- コヨーテ ラグタイムショー（2006年、原画・OP原画）

2007年
- がくえんゆーとぴあ まなびストレート!（2007年、キーアニメーター・作画監督・作画監督協力・原画）
- ムシウタ（作画監督・原画）
- 天元突破グレンラガン（原画）
- しおんの王（原画）
- キミキス pure rouge（-2008年、OP2原画）

2008年
- コードギアス 反逆のルルーシュR2（作画監督・作画監督協力・作画監督補佐・原画・OP原画・DVD特典ピクチャードラマ3巻作画）
- ゼロの使い魔 〜三美姫の輪舞〜（OP原画）
- 魍魎の匣（OP原画）
- とらドラ!（原画）

2009年
- はじめの一歩 New Challenger（OP原画）
- RIDEBACK -ライドバック-（原画）
- バトルスピリッツ 少年突破バシン（ED2原画）
- 黒神 The Animation（OP2原画）
- バスカッシュ!（OP原画）　
- バトルスピリッツ 少年激覇ダン（OP原画）
- そらのおとしもの（総作画監督補佐・作画監督協力・作画監督補佐・OP原画）

2010年
- のだめカンタービレ フィナーレ（原画）　
- HEROMAN（ED1アニメーター・ED2原画）　
- 荒川アンダー ザ ブリッジ（OP原画）
- バトルスピリッツ ブレイヴ（OP原画）
- そらのおとしものf（フォルテ）（総作画監督・レイアウト作画監督補佐・OP1作画監督・OP1原画・原画）
- 俺の妹がこんなに可愛いわけがない（作画監督）

2011年
- GOSICK -ゴシック-（OP原画）
- ドラゴンクライシス!（OP原画）
- ロウきゅーぶ!（作画監督・OP原画）
- NO.6（OP原画）
- まよチキ!（OP原画）
- UN-GO（OP原画）

2012年
- エウレカセブンAO（デザイン協力・作画監督・作画監督補佐・原画・OPED原画）

2013年
- ハヤテのごとく! Cuties（総作画監督・原画）

2016年
- マクロスΔ（OP原画）
- スカーレッドライダーゼクス（サブキャラクターデザイン・総作画監督・原画・動画）

2017年
- 十二大戦（キャラクターデザイン・総作画監督・OP作画監督）

2019年
- アズールレーン（総作画監督・作画監督）

2021年
- 見える子ちゃん（キャラクターデザイン・総作画監督）

2023年
- 事情を知らない転校生がグイグイくる。（キャラクターデザイン・総作画監督）

2025年
- ユア・フォルマ（キャラクターデザイン・総作画監督）

### 劇場アニメ
2007年
- 空の境界（第一章原画）

2009年
- 劇場版 NARUTO -ナルト- 疾風伝 火の意志を継ぐ者（原画）
- 劇場版 マクロスF（原画）

2012年
- コードギアス 亡国のアキト（-2016年、第3章、作画監督・原画　第4章、作画監督　第5章、総作画監督・原画）

2019年
- 誰ガ為のアルケミスト（キャラクターデザイン・総作画監督）

### OVA
2000年
- からくりの君（動画）　
- 勇者王ガオガイガーFINAL（-2003年、動画・原画）

2001年
- アルジェントソーマ 特別編 孤独と孤独（原画）

2002年
- カナリア 〜この想いを歌に乗せて〜（原画）
- ゲートキーパーズ21（作画監督）
- Happy World!第1巻（原画）

2003年
- 放課後マニア倶楽部（キャラクターデザイン）※18禁
- サブマリン707R mission01（原画）
- エイケン（原画）　
- 円盤皇女ワるきゅーレ 七転八倒 花嫁修業（原画）　
- みずいろ第2巻（原画）

2009年
- DOGS/BULLETS&CARNAGE（キャラクターデザイン）※石井久美と連名

2011年
- かってに改蔵（OP原画）

### ゲーム
- ひぐらしの哭く頃に 雀 （2009年、キャラクターデザイン・コンテ演出・総作画監督・作画監督・原画・イラストなど）

### イラスト
- HAPPY★LESSON THE TV （2003年、ノベルズピンナップイラスト）
- PEACE MAKER鐵 （2004年、ノベルズ挿絵イラスト）
- コードギアス 反逆のルルーシュ （2007年、月刊アニメディア12月号 イラスト）